# Nalgonda
Nalgonda – miasto w Indiach, w stanie Telangana. Siedziba władz dystryktu Nalgonda.
W 2011 roku liczyło 154 326 mieszkańców.